# Cort MBC-1 Matthew Bellamy Signature
Cort MBC-1 — именная электрогитара фронтмена группы Muse Мэттью Беллами, которая была спроектирована ним и Хью Мэнсоном в сотрудничестве с компанией Cort. Запущена в серийное производство в 2015 году в Индонезии. Гитара разработана на основании ранее представленной серии гитар Manson MB Series. Получила многочисленные награды, в том числе MIA Awards как «Электрогитара 2015 года».

## История
Сотрудничество Мэттью Беллами и Хью Мэнсона началась в конце 90-х годов и продолжается до сих пор. Вместе с тем, как группа Muse становилась популярной, рос и интерес к гитарам, на которых он играет. В скорее, до Мэнсона начали обращаться люди, с просьбой воспроизвести гитару Беллами. Следовательно, в 2009 году появилась Manson MB Series, которая, по сути, была репликой его личной гитары Manson M1D1. Но их производство было трудоемким, цена — более 3,000 £, поэтому изготовлялись только по предоплате. В связи с невозможностью выполнить все заказы, Беллами и Мэнсон задумались над созданием недорогой версии гитары (дешевле 1,000£), поэтому с 2012 года начали искать производителей, которые смогут воплотить их идеи. После многих отказов, Мэнсон решил связаться с одним из крупнейших производителем гитар, компанией Cort.
Я пошел на фабрику и был сильно поражен их вниманием к деталям. На каждой стадии производства невероятный процесс проверки. Производство звукоснимателей происходит на передовом уровне и они действительно хотели выслушать мои взгляды на производство гитар. Поэтому это был выигрыш для всех.Хью Мэнсон
Беллами принимал активное участие в создании гитары, испытывая каждый прототип и давая указания, что надо изменить. Больше всего времени заняло создание анкерного стержня, грифа и звукоснимателей, которые было трудно воссоздать на фабрике. Обычно, гитары с матовым покрытием очень маркие и в этой модели этого хотели избежать. Поэтому нашли фирму в Голландии, которая сделала покрытие не только менее марким, а и устойчивым к механическим повреждениям.
О выходе данной гитары было объявлено в начале декабря 2014 года, а премьера состоялась на выставке NAAM в январе 2015 с ценой 500£.
На той же выставке 2016 года объявлено о выпуске версии в новом цвете — Red Sparkle, а также модели для левшей в чёрном цвете.

## Конструкция
Гитара имеет цельный корпус, изготовленный из липы и формой напоминает Telecaster. Кленовый гриф смешанного радиуса имеет 22 лада, накладку из палисандра и маркеры ладов. Ширина грифа на первом ладу — 43 мм, на 22-м — 56 мм, толщина на первом ладу 21 мм, на 12-м — 23 мм. Лады среднего размера, изготовленные из никеля. Ширина лада на первом порожке — 305 мм, на 24 — 400 мм. Мензура — 648 мм. Электроника хромированного цвета, включая замковые колки Cort и бридж Tune-o-matic с держателем. На головке грифа спереди размещён логотип Cort и подпись Мэттью Беллами, сзади — логотип Manson, серийный номер и др.. Звукосниматели Manson — нековый сингл и хамбакер на бридже. Управление осуществляется регуляторами громкости, тона и 3-х позиционным переключателем звукоснимателей.
Особенностью данной гитары есть кнопка, которая носит название killswitch или kill button, которая мгновенно заглушает звучание инструмента.

### Разновидности и модернизация
Cort MBC-1 доступен в следующих модификациях:
- MBC-1 MBLK — матовый чёрный (англ. Matt Black).
- MBC-1 RS — красная искра (англ. Red Sparkle)
- MBC-1 LH — версия для левшей (только в матовом чёрном цвете).

Manson Guitar Works предлагают модернизацию гитары за дополнительную плату, а именно:
- замену регуляторов и колышков;
- замена хромированной электроники на «невидимую» чёрную (только для чёрной модели);
- установка сустейна Sustainiac Pro;
- установка эффекта Z.Vex Fuzz Factory.

## Обзор звука и эргономичность
Гитара изготовлена с особым вниманием к деталям, имеет небольшой вес (3.52 кг), высокую акустическую чувствительность и смешанный радиус грифа, что является не частыми явлениями для инструментов в этой ценовой категории. Два звукоснимателя от Manson изготовлены на альниковых магнитах 5 поколения (Alnico V). Хамбакер имеет плотные средние и хрустящие высокие частоты. Сингл в сравнении звучит слабее, хотя это исправляется настройкой усилителя и подойдёт для ритм-партий.

## Номинации и награды
Эта модель в 2015 году была номинирована на премии Music and Sound Award и MIA Award, как «Лучшая электрогитара» и «Электрогитара года» соответственно, и одержала победу в последний. Также, получила знак отличия от Premier Guitar, а журнал Total Guitar назвал её «Лучшей покупкой» (5/5).
Music and Sound Awards
| Год  | Номинируемая работа | Категория                                         | Результат |
| ---- | ------------------- | ------------------------------------------------- | --------- |
| 2015 | Cort MBC-1          | Лучшая электрогитара (англ. Best Electric Guitar) | Номинация |

Music Industries Association Award
| Год  | Номинируемая работа | Категория                                              | Результат |
| ---- | ------------------- | ------------------------------------------------------ | --------- |
| 2015 | Cort MBC-1          | Электрогитара года (англ. Electric Guitar of the Year) | Победа    |